# Chilicola styliventris
Chilicola styliventris är en biart som först beskrevs av Heinrich Friese 1908.  Chilicola styliventris ingår i släktet Chilicola och familjen korttungebin. Inga underarter finns listade i Catalogue of Life.